# 林家菊丸 (3代目)
3代目 林家 菊丸（はやしや きくまる、1974年7月16日 - ）は、三重県四日市市出身の落語家。吉本興業所属。上方落語協会会員。

## 来歴・人物
小学校の修学旅行で京都花月を見たことで落語に興味を持つ。亀山市立亀山中学校、三重県立川越高等学校卒業。大阪産業大学中退。大学時代には落語研究会所属。半年で中退し、1994年7月に4代目林家染丸に入門。
中学1年で両親が離婚し、父に引き取られる。高校2年の時、父に「悪いけど母親のところに姉と行ってくれ」と言われ、母と四日市で暮らす。
高校の同期にお笑いコンビ「エレキコミック」のやついいちろうがいる。
古典落語から新作落語まで幅広くこなす。また噺家あるあるネタが得意。子供のころからルービックキューブも全面揃えられる。
林家笑丸（弟弟子）、笑福亭智之介、桂三幸、桂三四郎と「Ruck5」というユニットを形成し、そのリーダーを務める。
2013年9月27日、上方落語の由緒ある名跡である『林家菊丸』をほぼ115年ぶりに復活させ、3代目として襲名することが発表され、2014年9月27日になんばグランド花月で催された襲名披露公演を以て正式に3代目林家菊丸を襲名した。
2015年9月1日付で三重大学社会連携研究センター社会連携特任教授に就任した。

## 家族
妻は司会、ウグイス嬢として活躍する池山明子。現在娘が一人いる。

## 受賞歴
- 2004年 - なにわ芸術祭 落語部門 新人奨励賞
- 2013年 - 第8回繁昌亭大賞 奨励賞
- 2015年 - 第10回繁昌亭大賞[5]
- 2022年 - 令和4年度文化庁芸術祭 大衆芸能部門（関西参加公演の部）大賞[6]

## 出演番組
- ワクドキ!元気（三重テレビ）月曜→金曜
- とってもワクドキ!（三重テレビ）金曜→木曜
- 笑点（2014年 - 2023年、2025年1月1日「東西大喜利」と2022年10月23日に出演、日本テレビ）
  - 2015年の放送では個人賞として紅白座布団を贈られる活躍を見せた。
  - 2022年10月23日放送分は故・6代目三遊亭円楽の代役として出演[7]。
- さんさんわいど滋賀（KBS滋賀）
- 上方落語をきく会（ABCラジオ）
  - 2012年の生中継開始後は、2014年昼の部、2015年夜の部、2019年夜の部、2020年第4夜、2021年夜の部、2023年昼の部（トリ）に出演。
- 伊藤史隆のOn-site RADIO（2016年5月23日、ABCラジオ）
  - 同月26日・27日に地元で伊勢志摩サミット開催されることから、ゆかりのある人物としてゲスト出演。
- 仁鶴の楽書き帖（2017年秋 - 2021年、ABCラジオ） - 笑福亭仁鶴の代理として出演。
- 伊藤史隆のラジオノオト（2023年1月25日、ABCラジオ）
  - 文化庁芸術祭表彰式に出席後、19時台の「ようこそ!ラジオノオトへ」コーナーにゲスト出演。上方落語をきく会昼の部でトリを務める旨もこの時発表された。
- おしえて先生（ZTV） - VTR出演

他